# 奧托一世 (薩克森公爵)
奧托一世（約830年—912年11月30日），被后人称之为杰出的奥托（德語：Otto der Erlauchte），是奥托王朝的一员，从880年开始担任萨克森公爵，直到912年去世。

## 家世
奥托一世是奥托王朝始祖萨克森公爵鲁道夫和他的妻子奥达的小儿子。
873年左右，奥托本人与哈特伊 （Hathui，卒于 903年，可能是法兰克亲兵法兰克尼亚亨利的女儿，后者是贵族巴本堡 （Popponids）家族的成员）结婚。两人育有数子——谢马尔和柳道夫——都先于奥托一世去世。而第三子亨利继承了他的萨克森公爵头衔（后来又被选为东法兰克国王）。 奥托的女儿奥达嫁给了阿努尔夫皇帝的儿子、洛塔林吉亚的加洛林国王兹温蒂博尔德。
奥托一世的家族以他父亲的名字鲁道夫命名，后来在他的孙子奥托大帝即位后，这个王朝被转称为“奥托王朝”。

## 统治
880年2月2日，由于长兄布鲁诺在吕讷堡荒原战役中阵亡，奥托一世继承了他的萨克森公爵之位，继续与维京人抗衡。尽管奥托在年龄较小，但在德行上却毫不逊色甚至胜于长兄。
奥托一世统治着广阔的萨克森和图林根，在后来的资料中被称为“Dux”（拉丁语，意为“领导者”——来自名词dux，ducis，“领导者，将军”，后来用于duke及其变体形式doge，duce等），而在897年1月28日的当代宪章中，奥托被描述为“Marchio”。
尽管有一定的亲缘关系（捕鸟者亨利的姑父是加洛林王朝的青年路易；而青年路易的曾祖父是赫赫有名的查理大帝；所以加洛林王朝与奥托王朝亦有微小的关系），但奥托一世与加洛林宫廷的关系并不密切，很少离开萨克森。但一直与宗主青年路易和阿努尔夫皇帝保持着良好的关系，以至于他们很少干涉萨克森自治。同时，奥托一世还确立了自己作为东部邻近斯拉夫部落（例如Glomatians）的朝贡统治者的地位。
912年，奥托一世死于瓦尔豪森的行宫，被埋葬在甘德斯海姆修道院的教堂里。